# De Lijn (stripblad)
De Lijn was een Nederlands stripblad voor jong talent dat onregelmatig verscheen. Elk nummer onderscheidde zich door een ander thema en andere vormgeving. Regelmatig werkten voor het blad bekende stripauteurs samen met een jonge tekenaar of scenarist. De Lijn werd uitgegeven door hoofdredacteur Johan de Rooij, onder de naam Tangent. Het stripblad was verkrijgbaar bij Nederlandse en Belgische stripwinkels.

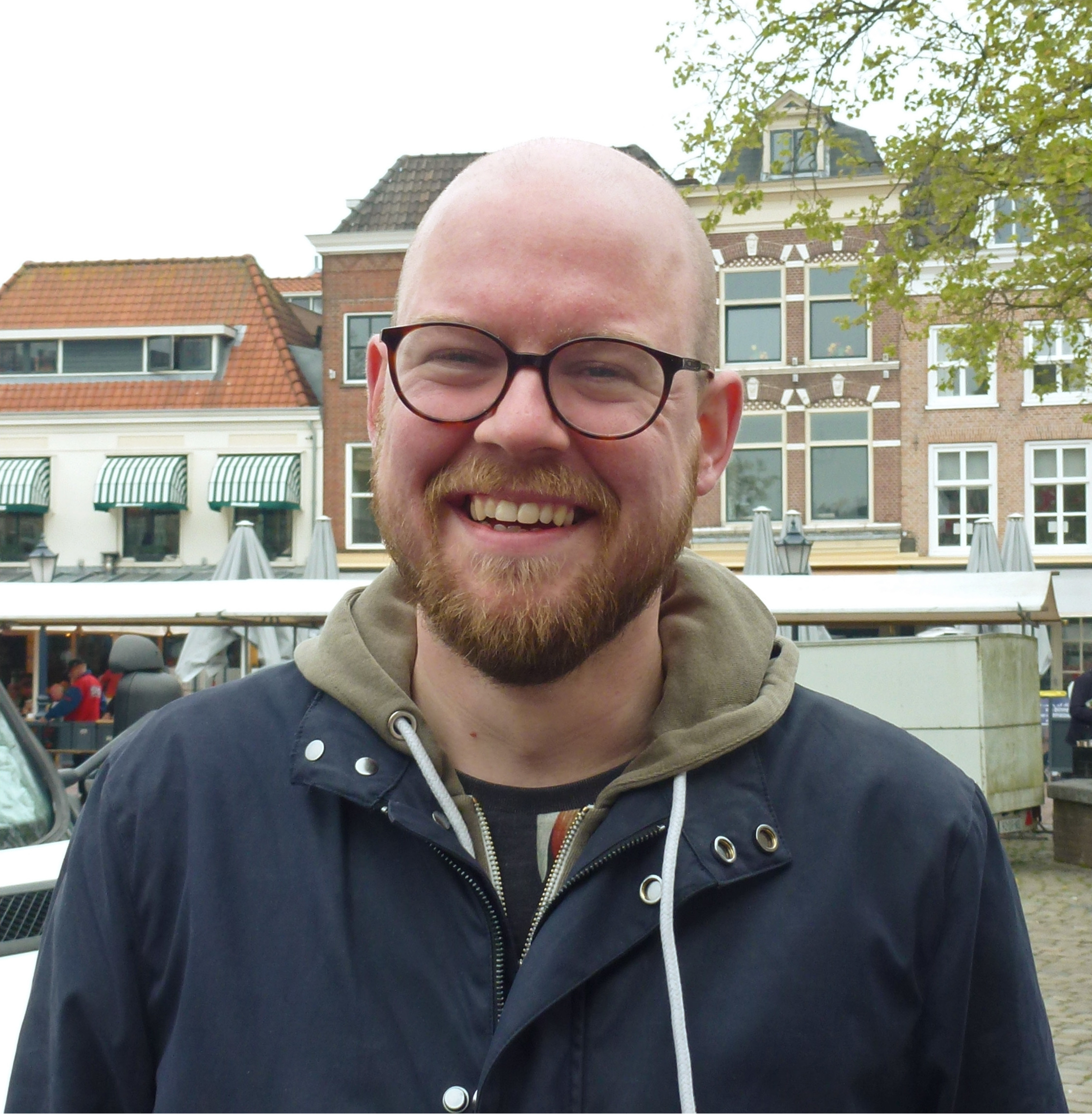
Rob van Barneveld

## Geschiedenis
De Lijn werd in 2005 opgericht door striptekenaar Rutger Ockhorst en scenarist Johan de Rooij. Met het blad wilden ze een podium bieden aan jonge stripmakers en deze aanmoedigen om meer samen te werken. Na het nulnummer nam De Rooij het stokje van Ockhorst over als hoofdredacteur, waarmee de nadruk van het blad meer kwam te liggen op verhalende strips en het experiment.
In de redactie van De Lijn werd Johan de Rooij bijgestaan door achtereenvolgens Rutger Ockhorst en striptekenaar Rob van Barneveld. Vanaf 2009 was hij alleen verantwoordelijk voor de redactie. Naast de genoemde redacteuren behoorden ook Stephan Brusche, Aimée de Jongh, Niwi en David de Rooij tot de groep vaste medewerkers van De Lijn.
Elk nieuwe nummer van De Lijn werd doorgaans gepresenteerd op een stripbeurs. Uitzondering op deze regel was de presentatie van De Legendariese Lijn. Dit nummer van De Lijn werd op 22 december 2006 gepresenteerd in stripwinkel Lambiek en ging gepaard met een expositie van schilderijen en origineel werk van de auteurs van De Lijn.
In 2011 was er kortstondig sprake van dat De Lijn voortaan zou worden uitgegeven door uitgeverij Syndikaat. Bij deze uitgever zou het blad driemaal per jaar in kleur verschijnen. De samenwerking tussen hoofdredacteur De Rooij en uitgeverij Syndikaat liep echter spaak en strandde al voor het eerste gezamenlijke nummer.

## Uitgaven
| Titel                   | Datum van verschijning | Thema                 | Vormgeving                                                              |
| ----------------------- | ---------------------- | --------------------- | ----------------------------------------------------------------------- |
| 0. De Dode Lijn         | 5 juni 2005            | de dood               | -                                                                       |
| 1. De Gedroomde Lijn    | 3 juni 2006            | dromen                | -                                                                       |
| 2. De Legendariese Lijn | 22 december 2006       | legendarische figuren | underground-stripbladen uit de jaren ’70, zoals Tante Leny presenteert! |
| 3. De Transparante Lijn | 28 april 2007          | transparantie         | gedrukt op transparante sheets die samen een strip vormen               |
| 4. De Verslavende Lijn  | 1 maart 2008           | verslaving            | Stripblad Eppo (uit de periode 1981-1982)                               |
| 5. onbekend             | niet verschenen        | onbekend              | -                                                                       |
| 6. De Ruimtelijke Lijn  | 26 september 2009      | de ruimte             | EC Comics uit de jaren ’50, specifiek Weird Science en Weird Fantasy    |
| 7. De Historische Lijn  | 10 december 2011       | geschiedenis          | -                                                                       |

## Auteurs
De volgende striptekenaars en scenaristen hebben in De Lijn gepubliceerd:
- Merel Barends
- Rob van Barneveld
- Agnes van Belle
- Bo-Danique Blom
- Linda van Bruggen
- Stephan Brusche
- René van Densen
- d!o
- Wouter Diesveld
- Charles Guthrie
- Thijs Jansen
- Aimée de Jongh
- Sandra Kleine Staarman
- Roderick Leermakers
- Rosalie Lub
- Maia Machen
- Mei-ing Nieuwland
- Niwi
- Rutger Ockhorst
- Sander Oenema
- Robert van Raffe
- Edwin Rhemrev
- Emma Ringelding
- David de Rooij
- Johan de Rooij
- Martijn van Santen
- Pepijn Schermer
- Patrick Schoenmaker
- Yannick Schueler
- Roel Schuit
- Yasmin Sheikh
- Viktor Venema
- Scott Wenmakers

Bekende stripmakers die een samenwerking met een jong talent aangingen voor De Lijn waren:
- Evert Geradts
- Wout Paulussen
- Peter Pontiac
- Willem Ritstier
- Hendrik J. Vos
- Peter de Wit